# Diablada puneña

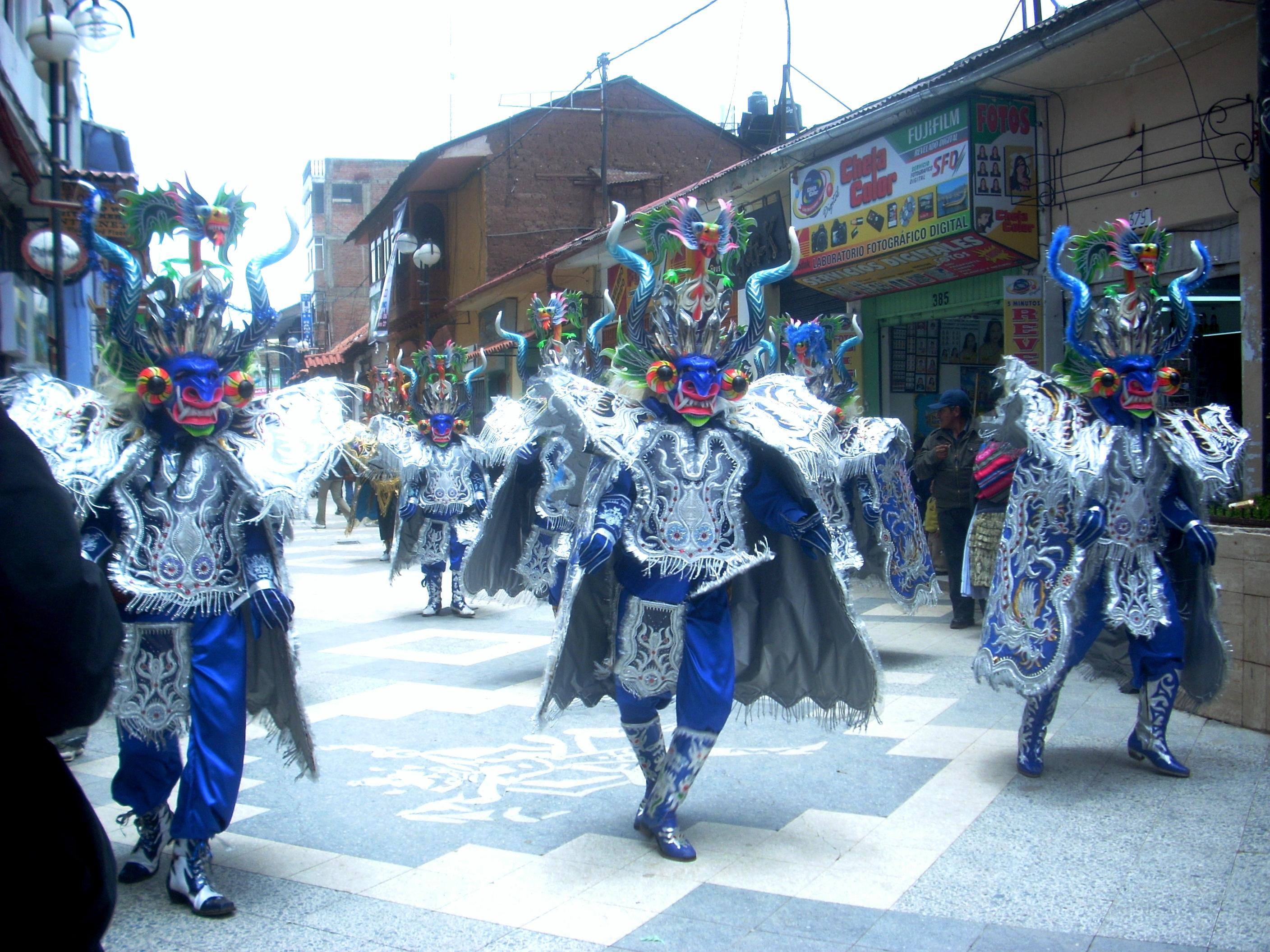
Bloque de Diablos Caporales Azoguini.

La diablada puneña es una danza originaria del departamento de Puno en Perú y representa la lucha entre el bien y el mal. Es una danza mestiza que exhibe los elementos de la religiosidad autóctona y cristiana. Su origen, por recientes estudios, se basa en las tradiciones de adoración a la Pachamama nacidas en Juli en la colonia.

## Historia
En 1577, los jesuitas se establecieron en Juli, Puno, y en los días festivos, se realizaban funciones teatrales a los que ya estaban acostumbrados los aymaras y se presentaban comedias y autos sacramentales. El Dr. Ricardo Arbulú indica que en una carta del padre Diego González Holguín a su superior, los jesuitas en su misión en Juli, enseñaron a los nativos, un canto-danza sobre los siete pecados capitales y como los ángeles vencen a los demonios, para cristianizar a los habitantes de la zona. Juli fue conocida como "La Roma de las Indias". Juli es uno de los centros culturales desde donde se difunde la figura del diablo Ancianos aymaras exponen como se regocigan por la batalla entre arcángeles y demonios. El mito narra como el Padre Jesucristo dominaba el reino del bien y su hijo Supaya fue contaminado por el mal. La lucha terminó cuando Supaya vence al Padre, nivelándose las fuerzas entre ambos. Por ello danzan, festejando cuando se equilibraron las fuerzas porque fue el momento en que el mundo empezó a avanzar.
La doctrina de Juli, dependió del obispado de Chuquisaca hasta 1605 cuando pasó a depender de La Paz. Situada en la región del lago Titicaca comprendía el pueblo de Juli y un centenar de aldeas que abarcaba las actuales provincias de Chucuito en Perú e Ingavi en Bolivia. 
En 1534, durante el periodo colonizador, los sacerdotes de la orden de Santo Domingo fueron los primeros en llegar por territorio juleño. En 1576 llegan los misioneros Jesuitas, quienes dieron jerarquía, autoridad y mayor esplendor a Juli hasta su expulsión en 1737. La importancia del pueblo para la evangelización de miles de nativos del Titicaca, fue consolidado con la construcción de cuatro templos, entre 1565 y 1607 (San Juan de Letrán, Santa Cruz de Jerusalén, Asunción y San Pedro) que le ha válido a Juli la denominación de “Roma de América”.
Entre 1550 y 1650, fue paso obligado de miles de nativos Quechuas, Aymaras, Puquinas y Uros que se dirigían a las minas de Potosí, por eso, los domingos escuchaban misa al aire libre, seguida de cantos y luego un desfile de todos los ayllus en la plaza. En los días festivos esta ceremonia se completaba con funciones teatrales, a las cuales ya estaban acostumbrados los aymaras, representándose diálogos, comedias y Auto sacramentales.
El director Miguel Rubio Zapata recoge la versión del profesor Edwin Loza Huarachi, danzante y mascarero, quien afirma que la diablada puneña tiene su origen en la Danza del Anchanchu, y es anterior a los autos sacramentales. En aymara Alajpacha es el reino superior de luz y bondad, Manqapacha es el reino de la oscuridad y lo malo; y Akapacha es el reino medio donde viven los aymaras. En el Manqapacha viven anchanchus, dueños de minas, malignos y gentiles; a quienes se debe pedir permiso para explotar una mina. Leyendas relatan que el anchanchu es un humanoide pequeño, con nariz de cerdo y cuernos de becerro.

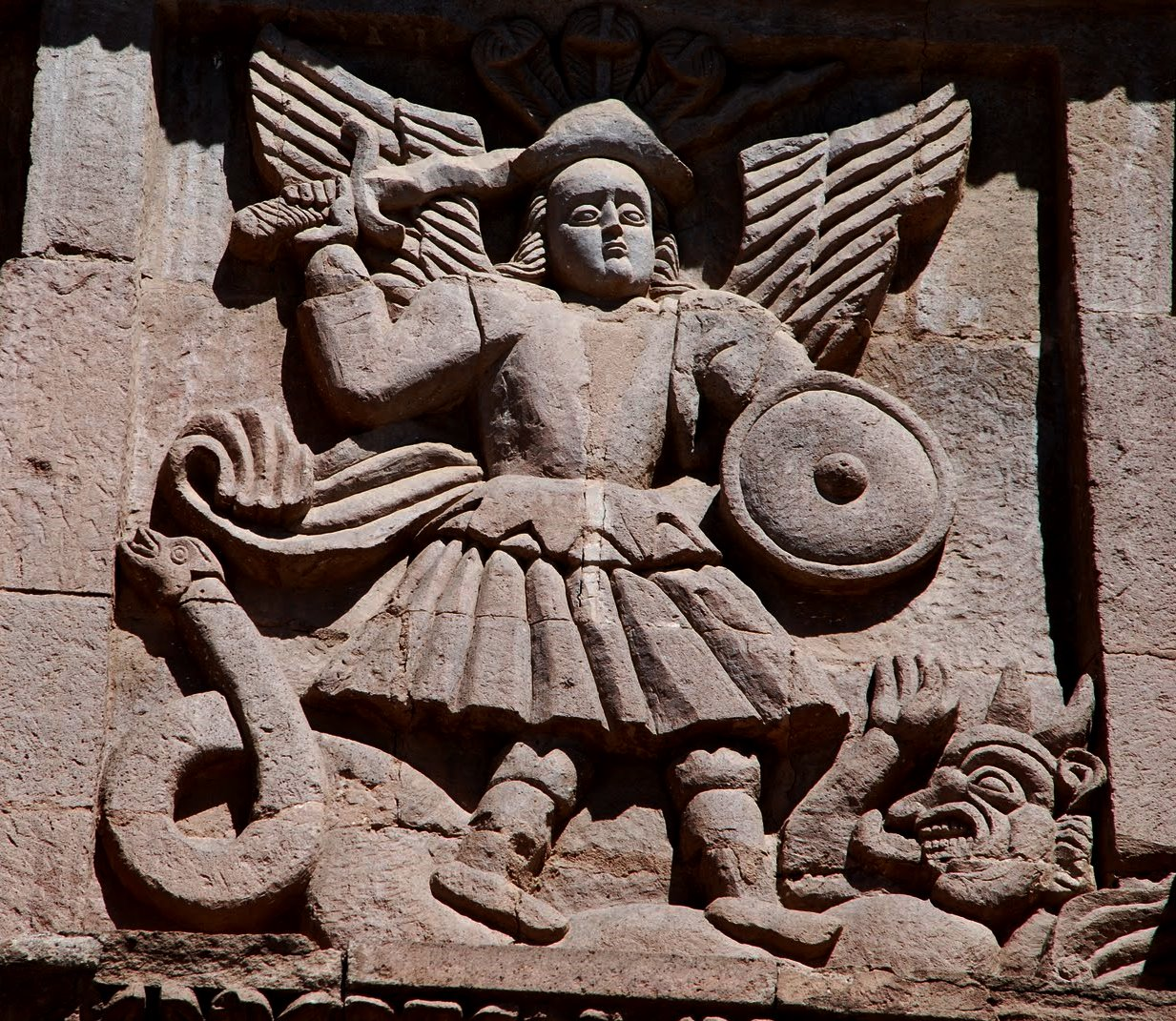
Arcángel San Miguel venciendo al demonio y la serpiente maligna 1757

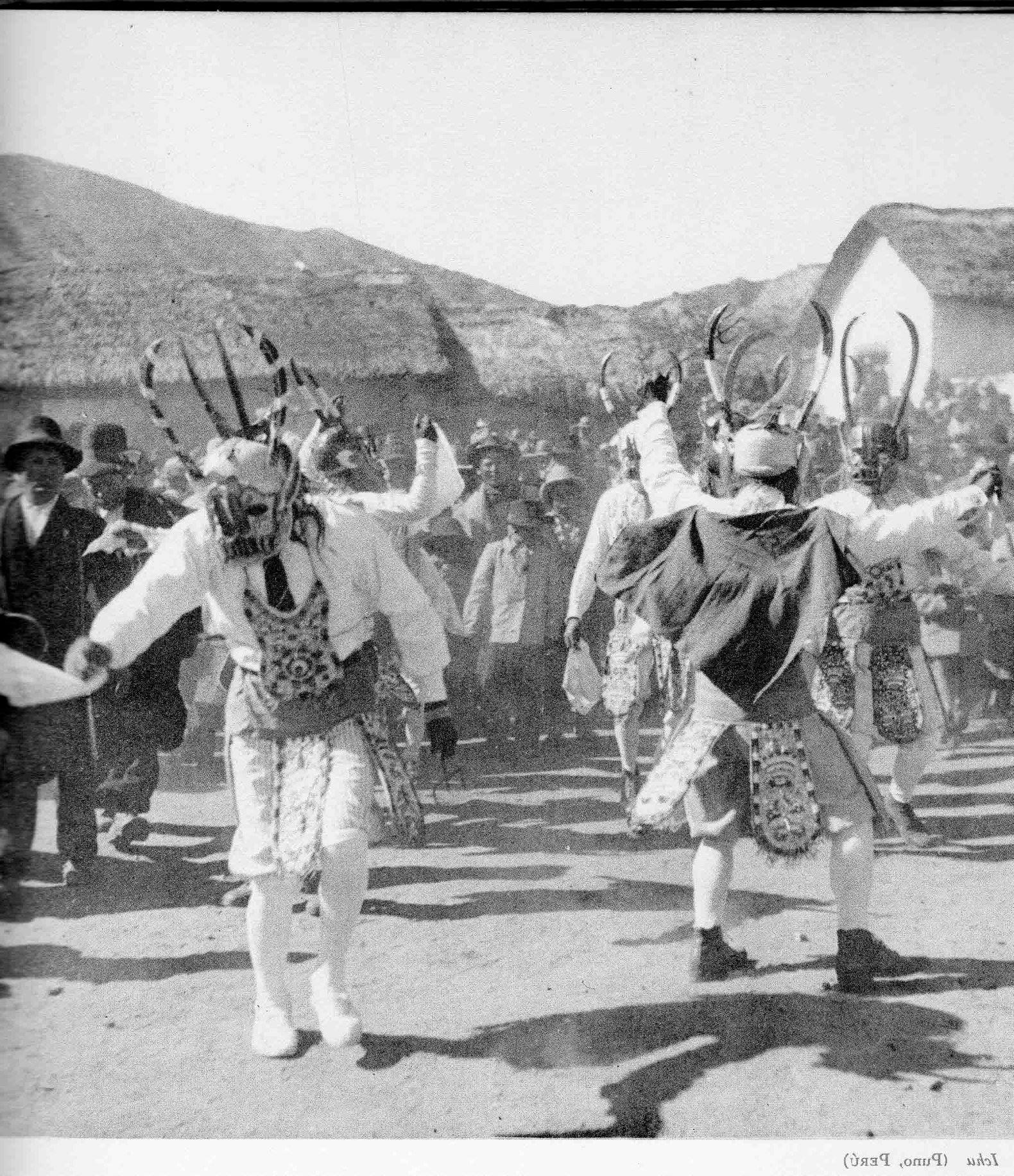
Comparsa de Diablos en Ichu 1939

El antropólogo Alejandro Ortiz Rescaniere, recopila el "Mito del Supaya" en Puno de un relato de Isidro Rojas, aymara de 89 años. En el relato Jesucristo se enfrenta a su hijo Supaya. Isidro Rojas afirma que el mito es el origen de la Morenada y la Diablada de Puno. En la cosmología aymara, Jesucristo es Thunupa y Supaya son demonios.
Su asociación con el culto a la Virgen de la Candelaria surge a raíz de una leyenda popular. En Puno, una leyenda narra que en 1675, cerca la mina Laikakota a una legua de la ciudad, el español José Salcedo mandó a destruir las casas de los mineros pero desistió porque vieron a la Virgen María luchando contra el diablillo de la mina. Por el fuego observado en la mina nace el culto a la Virgen de la Candelaria.
La representación tuvo muchos cambios desde esas fechas, cambios como las máscaras que en su tiempo eran de yeso y para los cabellos eran utilizados los hilos de los costales de bayeta de la época; todo era tradicional y pequeño, se presentaba en fechas importantes de la Iglesia católica. El personaje incorporó características del diablo europeo, como un fauno con cola y tridente.
El caporal o diablo mayor tiene una máscara cubierta de oro (Q'ori Anchanchu) o plata (Q'olqe Anchanchu) cubierto de reptiles, orejas en forma de sapo, colmillos en los labios y grandes cuernos. Eran construidas de yeso y luego de latón. Al igual que los mascareros bolivianos, los modelos peruanos fueron influenciados por máscaras tibetanas así como elementos de culturas nativas como Sechín, Chavín, Nazca y Mochica; las máscaras fueron mejoradas, incluyendo dragones que denotan influencia asiática.
El ángel que participa en esta danza, también lo hace en el Chatripuli, con alas, faldón y espada. Puli en aymara significa "ángel".
En desarrollo de esta danza, los diablos acompañaban a los conjuntos de sikuris. Entre los sikuris más antiguos que sobresalieron en esta etapa son el del barrio Mañazo en Puno fundado el año de 1892 y Juventud Obrera, fundado en 1909. Allí se conformaría la danza de Diablos acompañada por sicu-morenos diferente a las agrupaciones de Bolivia. Años después se funda el primer conjunto de Diablada puneña sin contar a los sikus, así nace la diablada del barrio Porteño en 1962, seguida de la "Espectacular Diablada Bellavista|Asociación Folklórica Espectacular Diablada Bellavista" en 1963.

Y por si le interesa -añadió uno de los acompañantes-, la primera Diablada organizada como conjunto de danza fue la del barrio Porteño en 1962; y la segunda, la Diablada Bellavista en 1963...
 Christian Reynoso Torres, Febrero lujuria

Enrique Cuentas Ormachea Los sicu-morenos tocan sicus, bombo, tambor redoblante, platillos y triángulo; y ejecutando huaynos sincopados y los personajes danzantes eran diablos caporales, diablos menores, chinas diablas, el viejito, el negro jetón, el apache, el león, el murciélago, el cóndor, el oso, el gorila y la jirafa.
José María Arguedas en su libro La danza de los sicuris de 1943 describe cómo los diablos acompañaban a los sicuris en Sicuani, Cusco; indica que es una innovación al sicuri bipolar tradicional que ahora incorpora a comparsas de diablos y se transforma en sicu-moreno. Los diablos no tocan zampoñas y abren camino al sicuri con sus tridentes y saltos.
En 1956 Alberto y Ramón Velásquez establecieron un taller para desarrollar máscaras de diablos en Puno; anteriormente cada danzante construía su propia máscara.

## Celebraciones
- Juli: Fiesta Inmaculada concepción, el 8 de diciembre.
- Pomata: Virgen del Rosario, el 7 de octubre.
- Yunguyo: San Francisco de Borja o Tata Pancho, el 10 de octubre.
- Azángaro: Festividad de la Octava del Niño Jesús, en diciembre y enero.
- Rosaspata: Octava de Nuestra Señora de la Asunción, en 15 de agosto.
- Juliaca: domingo de Tentación, en febrero.
- Puno: Octava de la Virgen de la Candelaria, en febrero.
- Ilave: Fiesta de San Miguel Arcángel, en 29 de septiembre.
- Lampa: Festividad de la Santísima Virgen Inmaculada Concepción de María el 8 de diciembre.

## Galería de imágenes

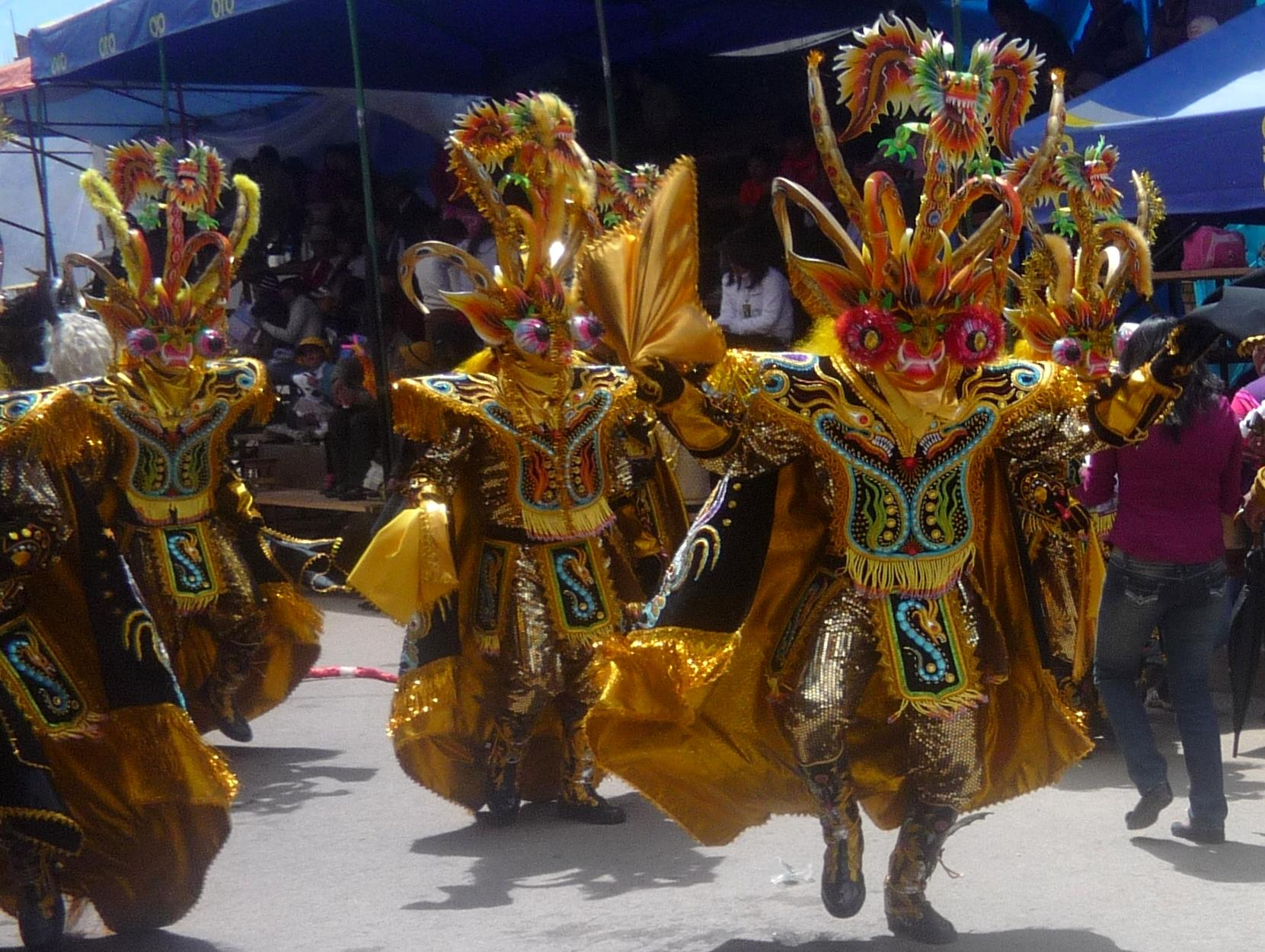
Diablada puneña
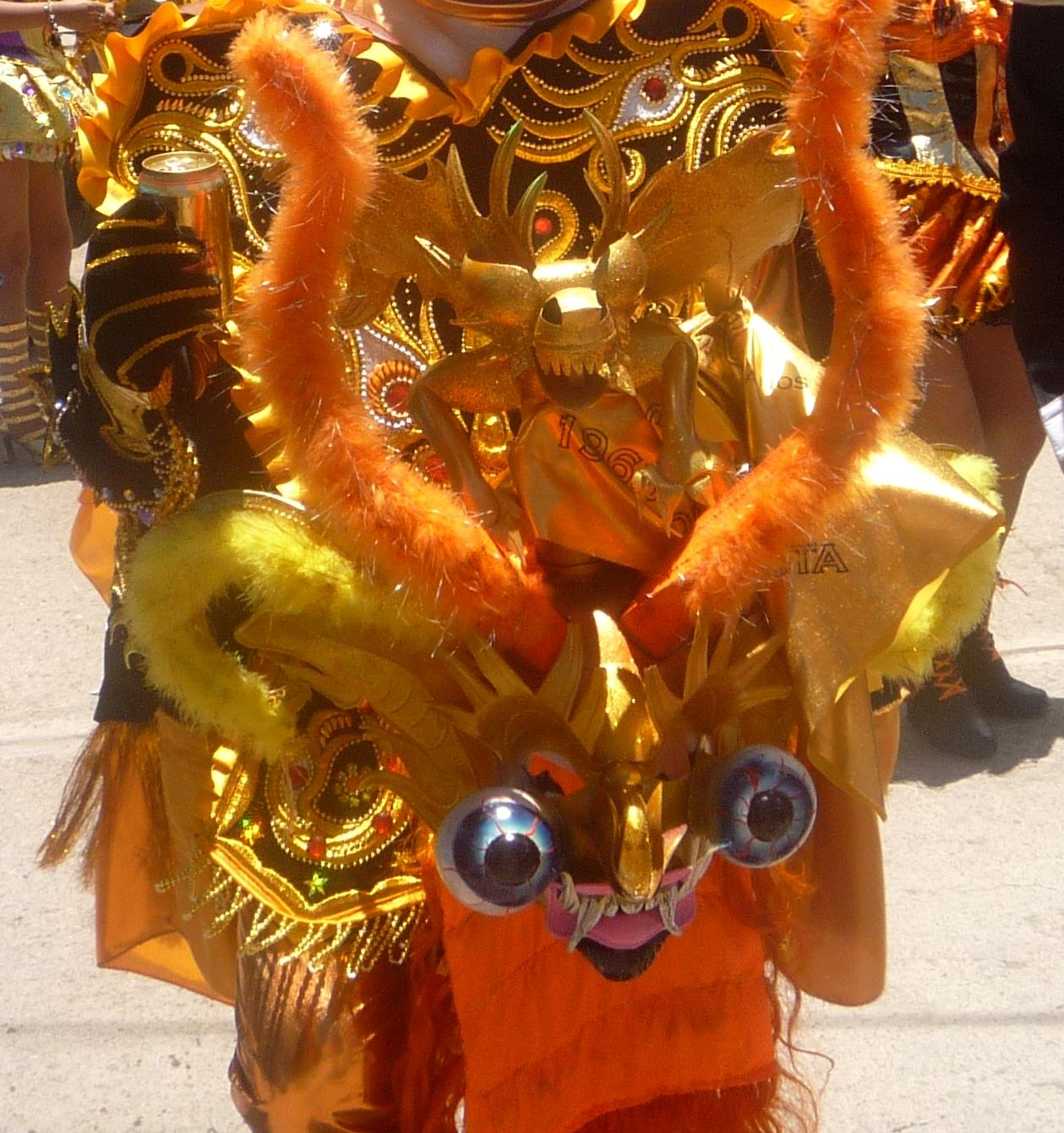
Máscara de un diablo menor
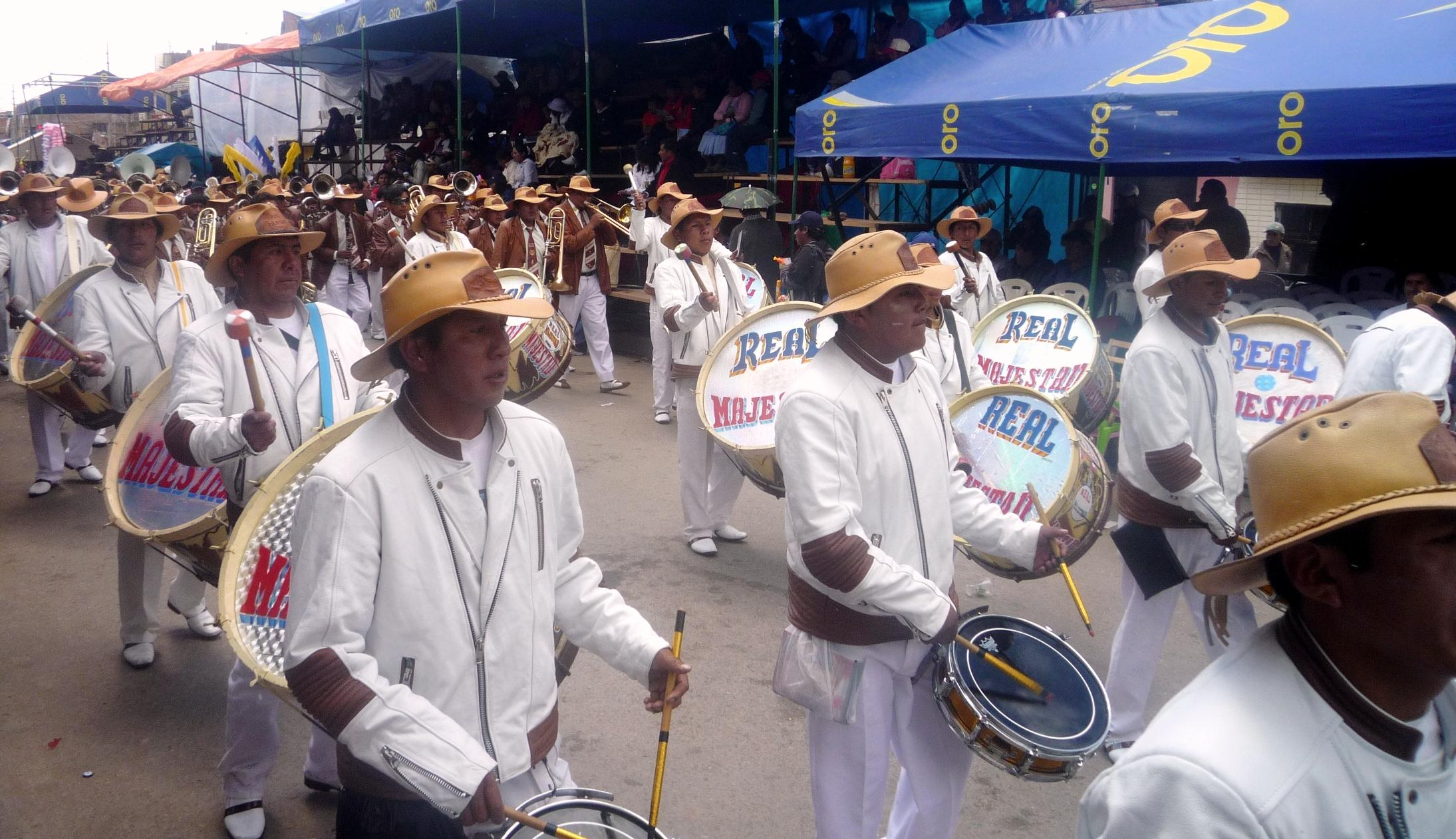
Banda de Músicos
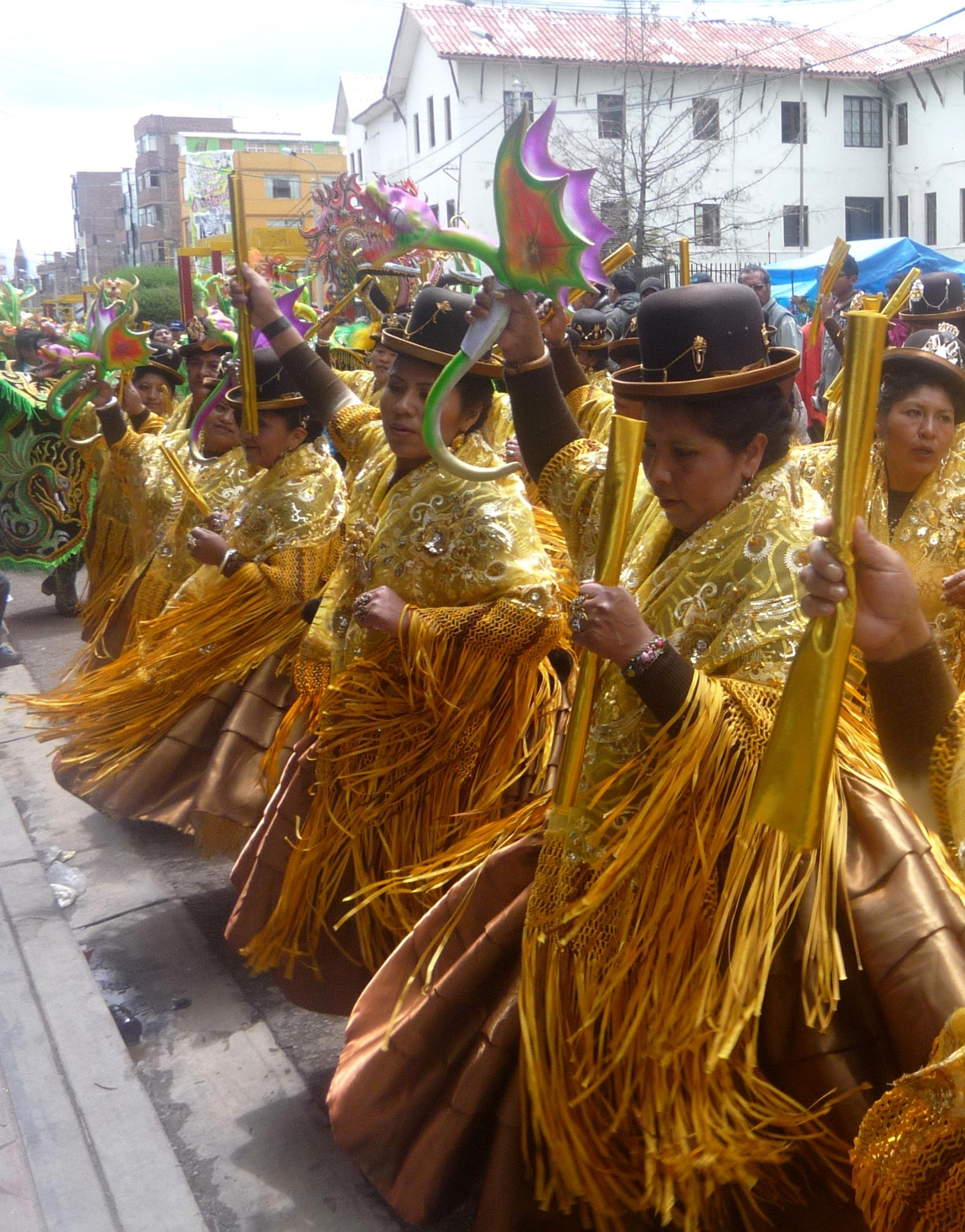
Cholitas de Diablada
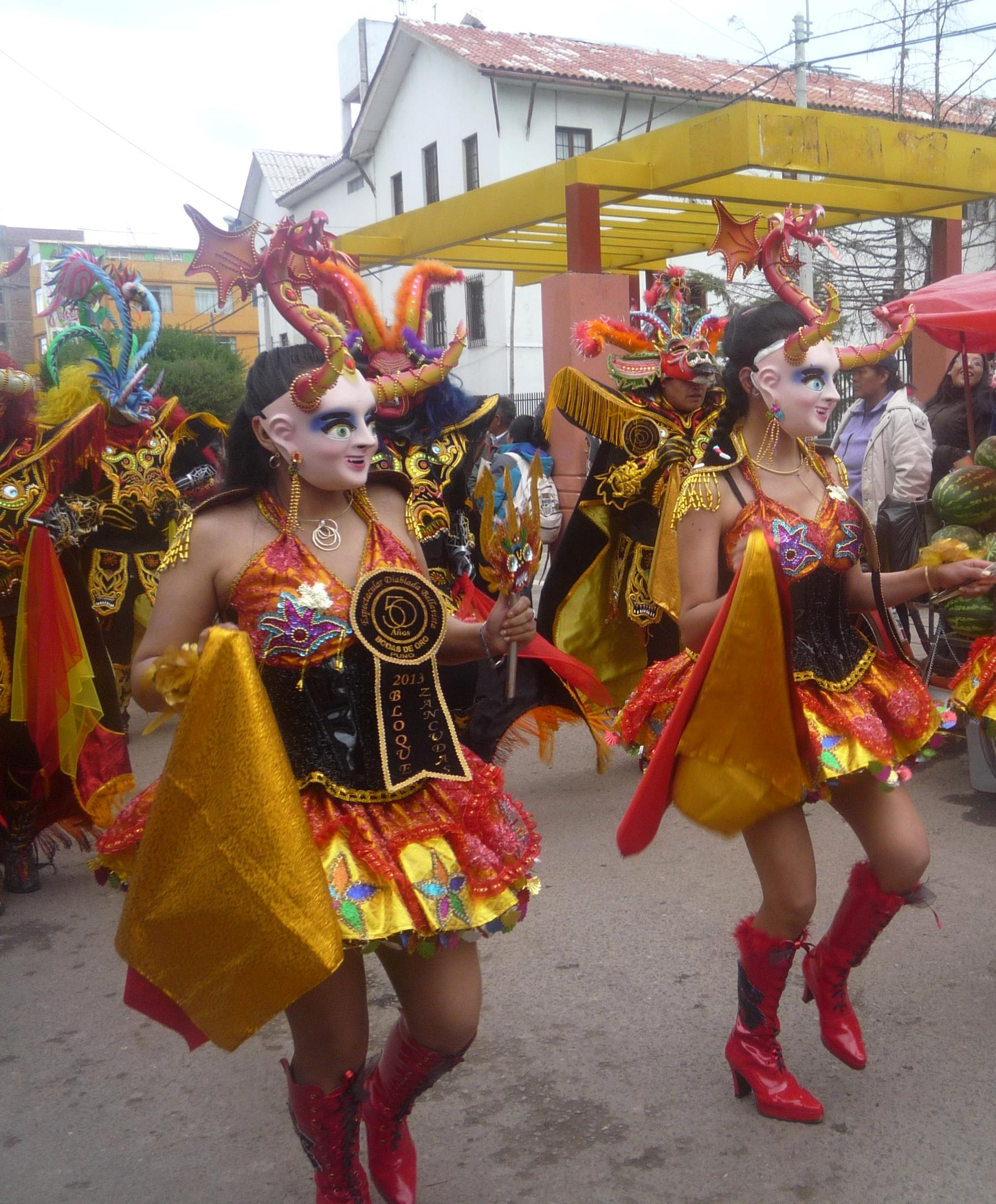
Chinas Diablas
Diablo Caporal